# Коефіцієнт енцефалізації
Коефіціє́нт енцефаліза́ції (і́ндекс енцефаліза́ції,  EQ) — характеристика виду тварин, що позначає питому масу мозку тварини в розрахунку на один грам маси її тіла. Покликаний приблизно характеризувати розвиненість інтелекту тварини.
З цією метою береться саме відносна маса мозку тому, що, чим більше організм, тим більша маса мозку потрібна йому для управліннями допоміжними системами, а саме дихальною системою, системою терморегуляції, органами почуттів і моторними навичками. Чим більша маса мозку відносно маси тіла, тим більше мозкової тканини доступно для вирішення складніших пізнавальних завдань.
Критерій запропонував в 1973 р. професор психіатрії Г.Дж. Джерисон, після того як стало ясно, що не виходить створити універсальний критерій оцінки інтелектуальних здібностей тварин на основі запропонованих їм експериментатором завдань, оскільки різні тварини спеціалізовані для вирішення різних типів завдань.
Індекс енцефалізації — критерій приблизний, оскільки велике значення має сама структура мозку. У ссавців важлива площа кори головного мозку (неокортекса), яка збільшується за рахунок мозкових звивин. Тому індекс енцефалізації застосовують, коли говорять про тенденцію розвитку та потенційних можливостях.
В процесі еволюції ссавців середня величина коефіцієнта енціфалізації зростає: в еоцені вона становила 0,026, в плейстоцені — 0,055, у сучасних видів — 0,115.

## Порівняльна таблиця EQ у різних тварин
За методикою Джерисона:
| Вид             | Коефіцієнт енцефалізації (EQ) |
| --------------- | ----------------------------- |
| Людина          | 7.44                          |
| Дельфін Афаліна | 5.31                          |
| Слон            | 5.25                          |
| Косатка         | 2.57                          |
| Шимпанзе        | 2.48                          |
| Макак-резус     | 2.09                          |
| Кит             | 1.76                          |
| Собака          | 1.17                          |
| Кішка           | 1.15                          |
| Кінь            | 0.86                          |
| Вівця           | 0.81                          |
| Миш             | 0.50                          |
| Кенгуру         | 0.40                          |
| Пацюк           | 0.40                          |
| Кріль           | 0.40                          |

З усіх форм риб найбільший EQ виявився у акул, а з безхребетних — у восьминігів.

## Інші коефіцієнти
- Коефіцієнт церебралізації — множина відносної і абсолютної мас мозку[3].
  - Людина — 32
  - Слони — 10
  - Гомініди — 7,35
  - Китоподібні — 6,25
  - Комахоїдні — 0,06

## Аллометричне рівняння
В біології часто зустрічаються ситуації, коли якийсь параметр живого організму залежить від іншого параметра (наприклад, маса мозку від маси тіла) за складнішою залежністю, ніж пряма пропорційність. Як показують дослідження, найбільш часто такі залежності описуються так званим алометричним рівнянням, що в загальному вигляді являє собою ступеневу залежність
{\displaystyle \ y=ax^{b}}
або в логарифмічних коррдинатах
{\displaystyle \mathrm {lg} \,y=\mathrm {lg} \,a+b\cdot \mathrm {lg} \,x,}
де x — вхідний параметр, y — вихідний параметр, a і b — певні коефіцієнти.
Піонером застосування алометричного рівняння в біології був О. Снелл, який в 1891 р. опублікував відому роботу про порівняння інтелекту різних видів тварин. Снелл з'ясував, що у більш великих ссавців мозок становить меншу частку від маси тіла, проте інтелект тварин зі збільшенням розмірів не має тенденції до зниження. Вважаючи, що в середньому інтелект ссавців не залежить від їх розмірів, Снелл ввів деяку усереднену залежність маси мозку від маси тіла і представив її у вигляді
{\displaystyle \ m=aM^{b},}
причому показник ступеня B становив приблизно 0,68. Відхилення маси мозку від величини, обчисленої по цьому рівнянню, Снелл вважав об'єктивним показником інтелекту тварини.
За наступне століття вигляд цієї залежності і значення коефіцієнтів неодноразово підтверджувався дослідженнями. Так, у статті В. Сталя, опублікованій в 1965 році, поряд з даними про інші органи, наведені такі коефіцієнти алометричної залежності маси мозку від маси тіла:
| Групи тварин          | a         | b    |
| --------------------- | --------- | ---- |
| Ссавці, крім приматів | 0,01      | 0,70 |
| Нижчі мавпи           | 0,02—0,03 | 0,66 |
| Людиноподібні мавпи   | 0,03—0,04 | 0,66 |
| Людина                | 0,08—0,09 | 0,66 |

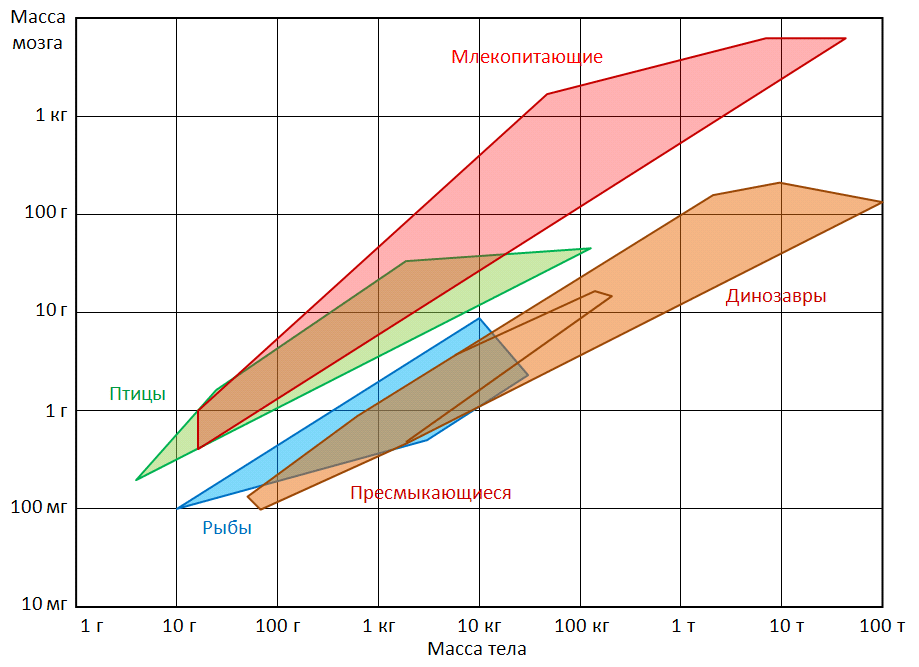
Області значень маси мозку і тіла для різних класів хребетних

Вимірювання маси мозку для інших класів хребетних показало, що ссавці й птахи при рівній вазі мають приблизно однакову масу мозку, яка значно перевищує масу мозку рівних за масою риб і плазунів.Думка про те, що динозаври мали менший в порівнянні з сучасними плазунами мозок, не підтверджується біометричними даними. У тому діапазоні мас тіла, який характерний для сучасних плазунів, області значень мас мозку і тіла для плазунів і динозаврів збігаються. При великих же масах тіла, характерних для великих динозаврів, маса мозку зростає в ступеневій залежності зі звичайним для хребетних показником ступеня 0,65-0,70.